# Prionurus
Genre
Prionurus est un genre de poissons osseux de la famille des Acanthuridae.

## Liste des espèces
Selon World Register of Marine Species (13 novembre 2016) :
- Prionurus biafraensis (Blache & Rossignol, 1961)
- Prionurus chrysurus Randall, 2001
- Prionurus laticlavius (Valenciennes, 1846)
- Prionurus maculatus Ogilby, 1887
- Prionurus microlepidotus Lacepède, 1804
- Prionurus punctatus Gill, 1862
- Prionurus scalprum Valenciennes, 1835

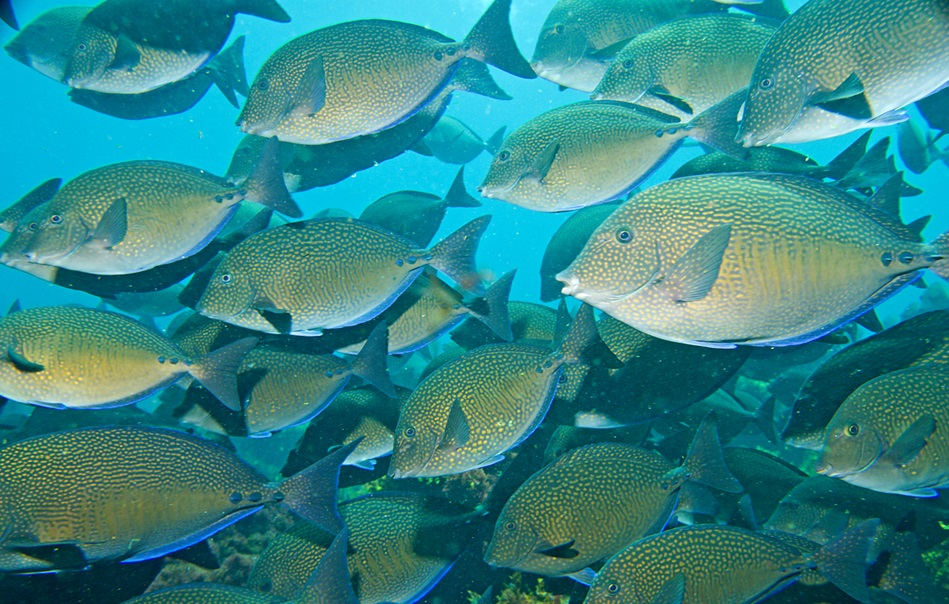
Prionurus maculatus